# 和気村
和気村（わけむら）は愛媛県和気郡のち温泉郡にあった村である。

## 沿革
- 1889年12月15日 - 町村制施行により和気郡和気浜村、馬木村、太山寺村が合併し和気郡和気村として発足。
- 1897年4月1日 - 和気郡が温泉郡に編入され温泉郡和気村となる。
- 1940年8月1日 - 三津浜町、味生村、桑原村、堀江村、潮見村、久枝村とともに松山市へ編入され消滅。

## 歴代村長
| 代    | 氏名         | 在任時期        |
| ----- | ------------ | --------------- |
| 初代  | 内藤輿太郎   | 1889年 - 1897年 |
| 第2代 | 須賀貞次郎   | 1897年 - 1905年 |
| 第3代 | 渡部福太郎   | 1905年 - 1913年 |
| 第4代 | 須賀豊三郎   | 1913年 - 1917年 |
| 第5代 | 渡部富士太郎 | 1917年 - 1922年 |
| 第6代 | 小池徳郷     | 1922年 - 1923年 |
| 第7代 | 佐々木義潔   | 1923年 - 1931年 |
| 第8代 | 二神筆吉     | 1931年 - 1935年 |
| 第9代 | 藤井都次郎   | 1935年 - 1940年 |

## 経済

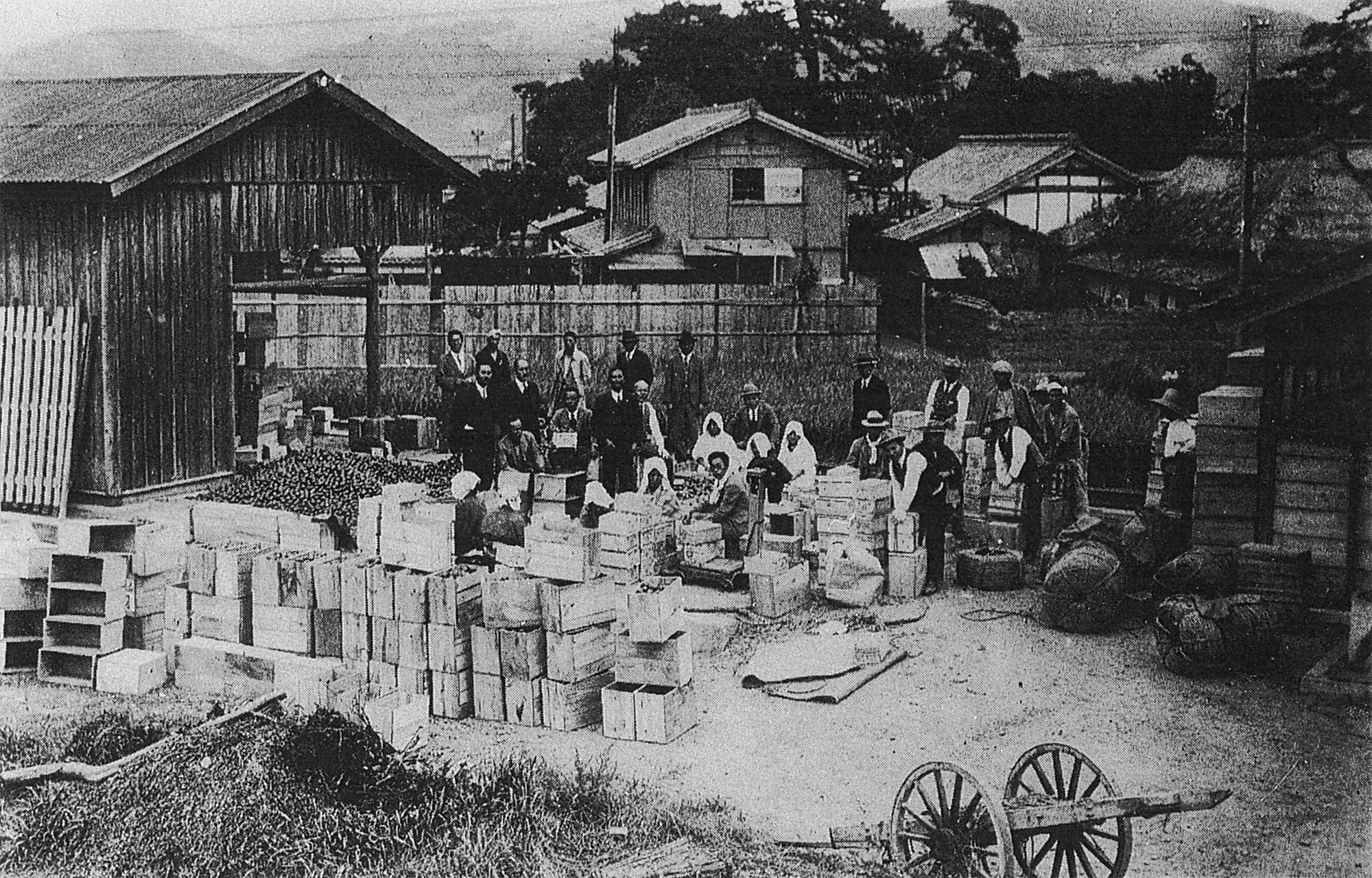
伊予和気駅でのミカン出荷風景（1927年）

### 産業
農業
『大日本篤農家名鑑』によれば和気村の篤農家は、「渡部福太郎、須之内義信」などである。
店・企業
- 和気酒造 - 本店又は主な事務所所在地・和気村大字和気濱[2]。主な業務・清酒醸造業[2]。代表者・芳野森次郎[2]。

## 交通

### 鉄道
- 鉄道省讃予線（現在の予讃線）
伊予和気駅

## 名所・旧跡
- 太山寺（四国霊場第五十二番札所）
- 圓明寺（四国霊場第五十三番札所）
- 善福寺（大字馬木）[3]
- 勝岡八幡神社（大字太山寺）
- 諸山積神社（大字太山寺字船ヶ谷）[4]
- 佐古岡神社（大字馬木字佐古岡）[5]